# هاري إسكس
هاري إسكس (بالإنجليزية: Harry Essex)‏ هو كاتب مسرحي وكاتب سيناريو ومنتج أفلام ومخرج أمريكي، ولد في 29 نوفمبر 1910 في نيويورك في الولايات المتحدة، وتوفي في 6 فبراير 1997 في لوس أنجلوس في الولايات المتحدة بسبب مرض.

## وصلات خارجية
- هاري إسكس على موقع IMDb (الإنجليزية)
- هاري إسكس على موقع ألو سيني (الفرنسية)
- هاري إسكس على موقع أول موفي (الإنجليزية)
- هاري إسكس على موقع قاعدة بيانات برودواي على الإنترنت (الإنجليزية)
- هاري إسكس على موقع قاعدة بيانات الأفلام السويدية (السويدية)
- هاري إسكس على موقع قاعدة بيانات الفيلم (الإنجليزية)
- هاري إسكس على موقع كينوبويسك (الروسية)